# ラインメタル 120 mm L55
ラインメタル 120 mm L55（Rheinmetall 120 mm L/55）は、ドイツのラインメタル社が開発した55口径120mm滑腔戦車砲である。
L55の55は口径の数値を意味し、これは砲口直径120 mmの55倍(120mmx55=6000mm=6m)が砲身長にあたるという意味である。一般に砲身長が長いほど砲の威力や射程が伸びると言われる。

## 採用国
ドイツ
- レオパルト2A6/A6M/A7

 イギリス
- チャレンジャー3